# Atelíneos
Atelíneos (Atelinae) é uma subfamília de mamíferos primatas, que junto com a subfamília Alouattinae forma a família Atelidae.

## Taxonomia
- Subfamília Atelinae
  - Gênero Ateles (macacos-aranha)
    - Ateles paniscus
    - Ateles hybridus
    - Ateles belzebuth
    - Ateles chamek
    - Ateles marginatus
    - Ateles fusciceps
      - Ateles fusciceps fusciceps
      - Ateles fusciceps rufiventris

    - Ateles geoffroyi
      - Ateles geoffroyi yucatanensis
      - Ateles geoffroyi vellerosus
      - Ateles geoffroyi geoffroyi
      - Ateles geoffroyi ornatus
      - Ateles geoffroyi grisescens

  - Gênero Brachyteles (muriquis)
    - Brachyteles arachnoides
    - Brachyteles hypoxanthus

  - Gênero Lagothrix (macacos-barrigudos)
    - Lagothrix lagothricha
    - Lagothrix poeppigii
    - Lagothrix lugens
    - Lagothrix cana
      - Lagothrix cana cana
      - Lagothrix cana tschudii

  - Gênero Oreonax
    - Oreonax flavicauda

1. ↑  «Atelinae» (em inglês). ITIS (www.itis.gov)